# Exetastes tomentosus
Exetastes tomentosus là một loài tò vò trong họ Ichneumonidae.